# Петраш Богдан Осипович
Петраш Богдан Осипович (нар. 19 лютого 1955, смт Підбуж, нині Дрогобицького району Львівської області) — український педагог, музикант, краєзнавець. Син Осипа та Неоніли, брат Марти Петрашів. Відмінник народної освіти УРСР (1989). Член НСЖУ (2007). Член редакційно-видавничої групи Тернопільського енциклопедичного словника.

## Життєпис
Народився 19 лютого 1955 року в смт Підбуж, нині Дрогобицького району Львівської області, Україна.
Закінчив Тернопільське музичне училище (1974), Івано-Франківський педагогічний інститут (1983, нині Прикарпатський національний університет).
Під час служби у ЗС очолював полковий духовий оркестр у Московському військовому окрузі (1974—1976, нині РФ).
Працював викладачем музичних шкіл у місті Монастириська та містечку Микулинці Теребовлянського району, вчителем музики в Тернопільських ЗОШ № 17, 25, ЗОШ у селі Великі Гаї Тернопільського району, завідувач музичною студією в Тернопільській ЗОШ № 10, викладач у Тернопільському педагогічному інституті (1993—2004, нині ТНПУ).
Від 2005 — науковий редактор чотиритомника «Тернопільський енциклопедичний словник» (ТЕС).
Понад 15 років — керівник вокально-інструментального ансамблю в Тернопільському обласному тубдиспансері (диплом 3-го ступеня Всесоюзного огляду художньої самодіяльності, 1987). Вокально-інструментальний ансамбль Тернопільської районної лікарні, дитячий хор та жіночий ансамбль села Великі Гаї під керівництво Петраша — неодноразові переможці творчих конкурсів.

## Праці
Автор книжок:
- «Мирослав Скала-Старицький» (1998),
- «Тенор з Божої ласки» (1999; обидві — Тернопіль),
- краєзнавчих статей, рецензій, науково-методичних праць із музичної педагогіки.